# Весільний подарунок
«Весільний подарунок» — радянський художній фільм-комедія, створений у 1982 році режисерами Роланом Биковим, Резо Есадзе і Олександром Ігішевим на Одеській кіностудії.

## Сюжет
Молодятам брат чоловіка, який виїхав на два роки в Африку, вручає ключі від своєї квартири, щоб вони жили там, поки він не приїде. Подружжя усамітнюються, щоб насолодитися шлюбною ніччю, але несподівано з'ясовується, що брат чоловіка, який виїхав — людина дуже доброзичлива, а тому багато його друзів мають ключі від квартири, яка виявляється їх улюбленим місцем для посиденьок…

## У ролях
- Євдокія Германова — Оксана, молода дружина (озвучує Марина Нейолова)
- Андрій Ростоцький —  Андрій, молодий чоловік
- Ролан Биков —  Яша
- Резо Есадзе —  Гіві
- Леонід Куравльов —  Вадим
- Олена Санаєва — Ольга  (співає Вероніка Доліна)
- Ладо Бурдулі — Бадрі, син Гіві
- Костянтин Дуров —  Мусик
- Надія Бутирцева —  Оксана, дружина Мусика
- Агафія Болотова —  епізод
- Геннадій Болотов —  батько Оксани
- Андрій Гончар —  епізод
- Семен Крупник — балакучий фотограф (озвучує Сергій Юрський)

## Знімальна група
- Режисер-постановник: Ролан Биков, Резо Есадзе,  Олександр Ігішев
- Сценарій: Віктор Гераскін, Ролана Бикова
- Оператор-постановник: Євген Козинський
- Художник-постановник: Лариса Токарєва
- Композитор: Михайло Меєрович
- Звукооператор: Ігор Рябінін
- Пісні Вероніки Доліної
- Режисер: Валентина Артемчук
- Оператори: Сергій Колбінєв, І. Красовський
- Художник по гриму: Зоя Губіна
- Художник по костюмах: Олександра Петрова
- Режисер монтажу: Е. Голікова
- Редактор: Тамара Хміадашвілі
- Директор картини: Давид Шапіро